# 大智丘殼灰介
大智丘殼灰介（学名：Nodocoquimba tachihi）为半花介科丘殼灰介屬下的一个种。